# Haus Plange

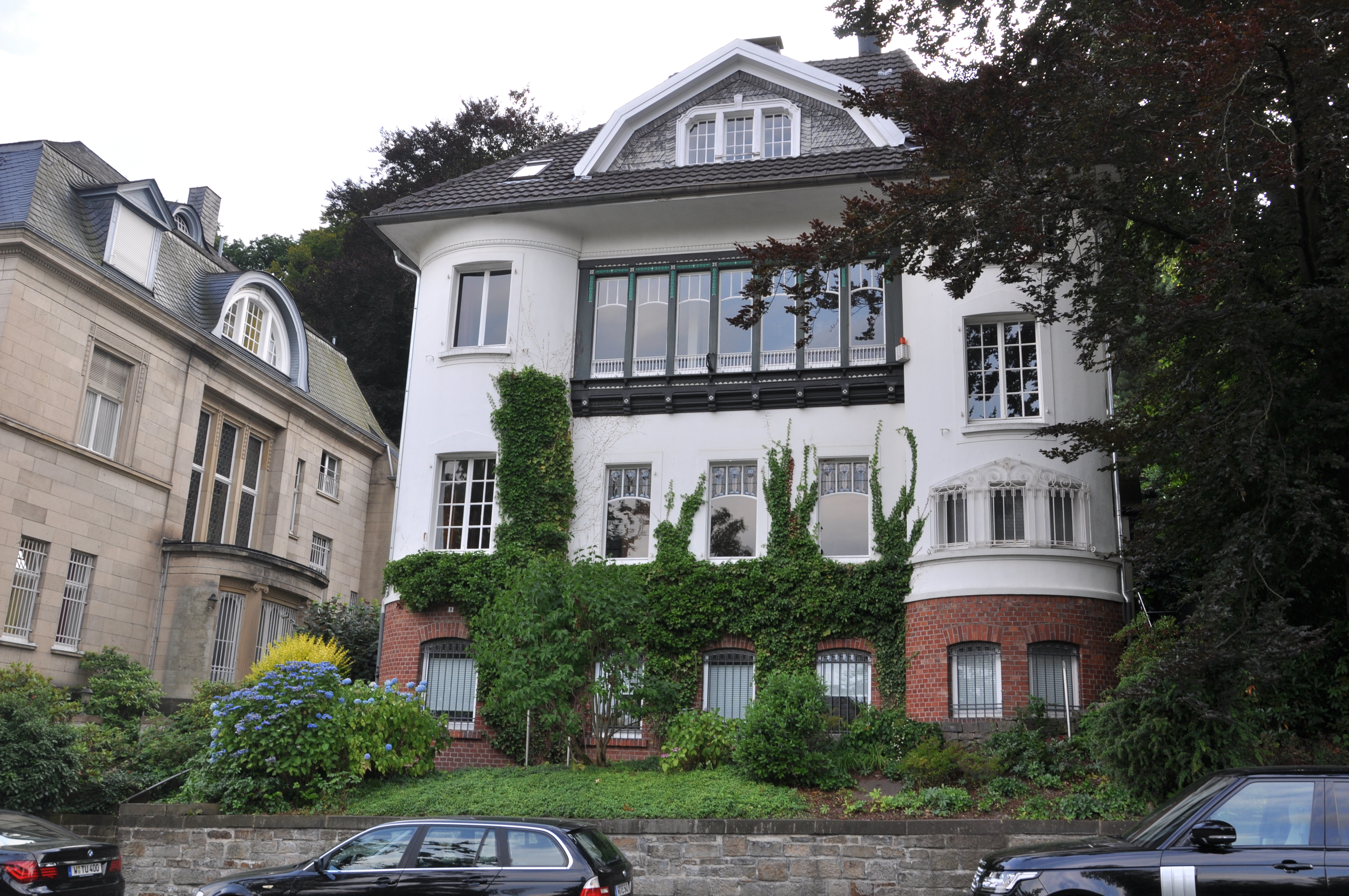
Haus Plange

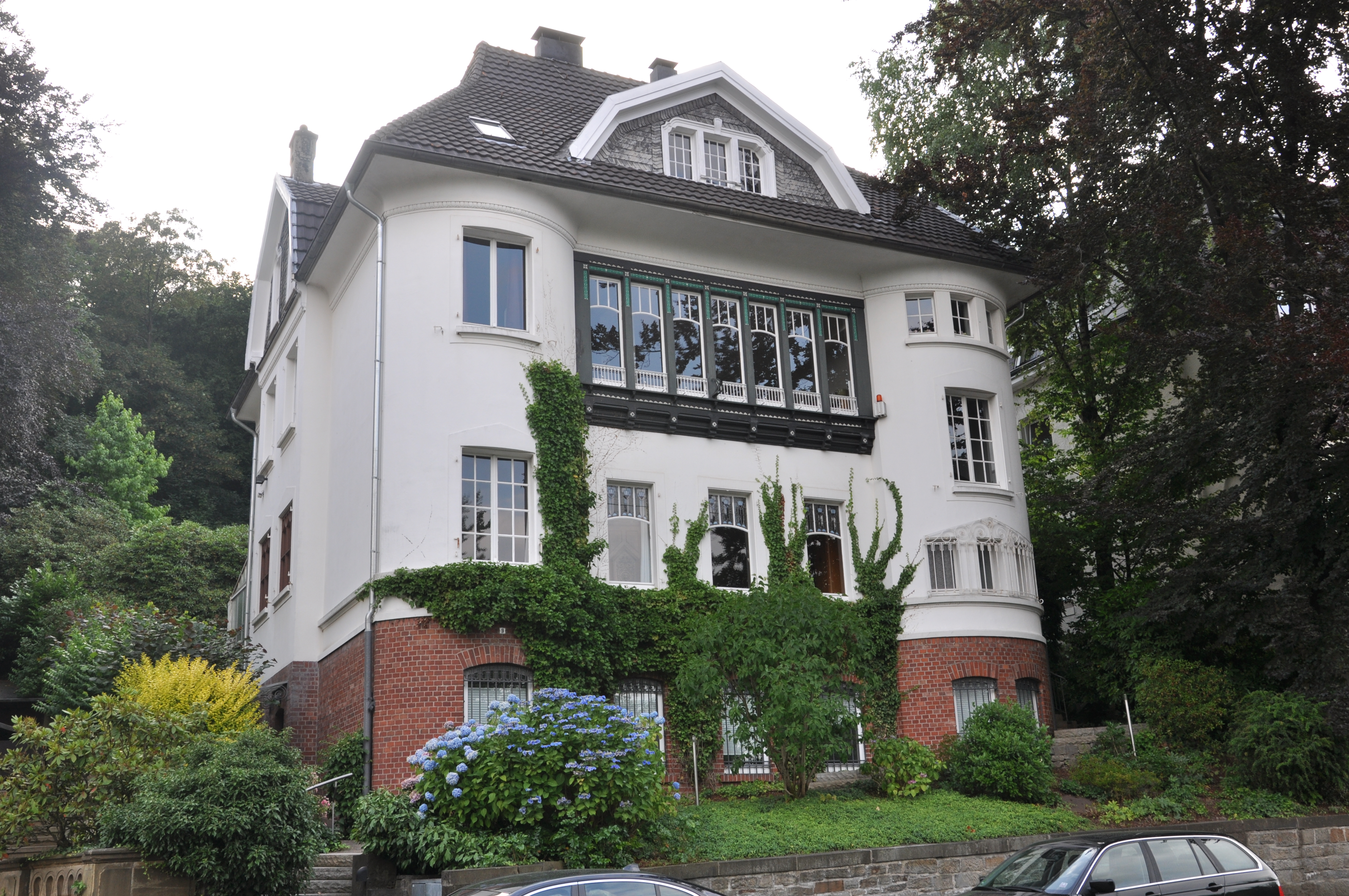
Haus Plange

Das Haus Plange ist eine unter Denkmalschutz stehende Villa im Wuppertaler Stadtteil Elberfeld, Am Buschhäuschen 9, im Briller Viertel.
Das Gebäude wurde 1905–1907 gebaut und wird dem Regierungsbaumeister und Architekten Heinrich Plange zugeschrieben, der zahlreiche Villen im Viertel geplant hat. Bewohnt wurde es von Plange (1857–1942) selbst mit seiner fünfköpfigen Familie bis mindestens 1914, wahrscheinlich aber bis zum August 1918, als er nach seinem Tod seiner Frau (1916) und seiner beiden gefallenen Söhne (1915 und 1917) seinen dauerhaften Wohnsitz nach Gruiten in sein Sommerhaus verlegte.
Das zweigeschossige Gebäude mit verputzter Fassade ist zur Straßenseite annähernd symmetrisch und mit seitlichen bogenförmigen Erkern versehen. Das Walmdach ist mit mittigem Zwerchhaus ausgestattet.
Am 16. November 1984 ist die Villa einschließlich der Außenanlagen unter Denkmalschutz gestellt worden.